# 松橋通生
松橋 通生（まつはし みちお、1931年 - 2024年12月11日）は、日本の生物学者（微生物学・生化学・生化学・生物物理学）。位階は従四位。

## 経歴
東京都出身。東京大学農学部 農芸化学科で学び、1953年に卒業。
卒業後は、大阪大学産業科学研究所助手に採用された。その後、アメリカ合衆国ウィスコンシン大学医学部薬理学講師となった。帰国後、東京大学応用微生物研究所助教授、後に同教授昇格。1960年、学位論文『低分子縮合燐酸に関する研究』を大阪大学に提出して理学博士号を取得。
1991年、東京大学を退任し、名誉教授となった。同年4月からは東海大学開発工学部生物工学科教授として教鞭を執った。
後に実業家として東海バイオフォノン、富士バイオソニックス研究所代表を務めた。
2024年12月11日に死去。没日付にて従四位に叙されると共に、瑞宝小綬章を追贈された。

## 研究内容・業績
細胞の増殖～生長と分裂の反応機構と制御機構、ペニシリン等の抗生物質の作用機作と開発の研究で世界的に名が知られており1984年に日本農芸化学会鈴木賞を「細菌細胞の複製とその阻害に関する研究―双頭酵素の発見とβ‐ラクタム系抗生物質の作用機作」で受賞した。。現在の主な研究テーマは、生物細胞による音波、超音波の発信と受信である。

### 所属学会
- 日本農芸化学会
- 日本分子生物学会
- 日本生化学会
- 日本生物物理学会
- 米国微生物学会 (ASM)
- 欧州臨床微生物学会

## 著作
共著
- 『遺伝子工学』中嶋暉躬・松橋通生・村松正実・野本明男
- 『抽出・精製・分析』中島暉躬・松橋通生・村松正実・野本明男
- 『高次構造・状態分析』中島暉躬・橋通生・村松正実・野本明男
- 『生物材料の取扱い』中島暉躬・松橋通生・村松正実・野本明男
- 『一次構造』中島暉躬・松橋通生・村松正実・野本明男
- 『生物活性を用いる測定法』中島暉躬・松橋通生・村松正実・野本明男、丸善 1988
- 『ポイントがわかる分子生物学』松橋通生・真野佳博、丸善 1999

翻訳
- 『ワトソン・組換えDNA：新しい分子生物学の展望』ジェームズ・ワトソン、David T. Kurtz、John Tooze著、大坪栄一と監訳、丸善 1986
- 『ワトソン・組換えDNAの分子生物学』ジェームズ・ワトソン著、丸善 1993

## 関連人物
- 丸尾文治